# Кар'яловське провалля
Кар'яловське провалля (рос. Карьяловский Провал) — печера в Архангельській області, на Біломорсько-Кулойському плато європейської півночі Росії. Карстова печера горизонтального типу простягання. Загальна протяжність — 770 м. Глибина печери становить 20 м. Категорія складності проходження ходів печери — 1.